# 13 века България (орден)
Вижте пояснителната страница за други значения на 13 века България.
Орденът „13 века България“ е втория (считано от октомври 1981 г.) по старшинство орден в наградната система на НРБ. Учреден е на 16 октомври 1981 г. с указ № 2191 на Държавния съвет на Народна република България.

## Статут
Заедно с ордените „Георги Димитров“ и „Стара Планина“, „13 века България“ се нарежда на първо място по старшинство в наградната система на НРБ. Присъжда се от Държавния съвет на НРБ на български и чужди граждани. Изискването към българските граждани е да имат особено големи заслуги към НРБ, а за чуждите граждани – особено големи заслуги за укрепването и развитието на дружбата и сътрудничеството с НРБ, както и в борбата за укрепване на мира и взаимоотношенията между народите.

## Описание
Ордена включва орденски знак, звезда на ордена и миниатюра за всекидневно носене. Орденският знак се състои от двустраннапетолъчна звезда с диаметър 75 мм., покрита с бял емайл. В средата на знака е разположен квадратен медальон изработен от злато, в който са изобразени средновековни фрески от двореца във Велики Преслав обградени от лаврови клонки покрити със зелен емайл. Върху медальона е изписано числото „681“ – годината на създаване на Българската държава. Знака на ордена се носи на лента широка 85 мм. с преобладаващ бежов цвят с националния трикольор по средата. Звездата на ордена има форма на стилизирана петолъчна звезда с диаметър 80 мм. В средата ѝ е разположен идентичен медальон с този на орденския знак. Миниатюрата е с големина 23 мм, представлява опростено копие на звездата на ордена, изработена за всекидневно носене. Първото награждаване с орден „13 века България“ е на 7 септември 1984 г.,когато по случай 40-годишнината на соцаилистическата революция в България, в резиденция „Лозенец“ са наградени цялото партийно и държавно ръкводство: Генералния секретар на ЦК на БКП и председател на Държавния съвет на НРБ, членовете и кандидат-членовете на Политбюро на ЦК на БКП, секертарите на ЦК на БКП, секретаря на БЗНС и първи зам.председател на Държавния съвет на НРБ и секретарите на Постоянното присъствие на БЗНС, заместник-председателите на Дъражвния съвет на НРБ, заместник-председателите на Министерския съвет на НРБ, членовете на Държавния съвет на НРБ, министрите на НРБ.
Автор на проекта е професор Валентин Старчев, а художник М. Марков. Орденът е изготвен в Държавния монетен двор. Връчен е около 100 пъти. Сред наградените са редица партийни дейци, както и писатели, певци и други. На 21 март 1991 г., когато с промяната на указ № 1094 от VII велико народно събрание наградната система на НРБ е съществено изменена, се преустановява връчването на ордена „13 века България“.

## Лауреати
- Тодор Живков (1984), Първи секретар на ЦК на БКП (1954 – 1981), Генерален секретар на ЦК на БКП (1981 – 1989)
- Гриша Филипов (1984), Председател на Министерския съвет (1981 – 1986)
- Георги Атанасов (1984), Председател на Министерския съвет (1986 – 1990)
- Георги Джагаров (1984), (поет, драматург и заместник председател на Държавния съвет)
- Пенчо Кубадински (1984), (политик от БКП)
- Георги Йорданов (1984), (политик от БКП)
- Димитър Станишев( 1984), (политик от БКП)
- Емил Христов (1984), (политик от БКП)
- Петър Дюлгеров (1984), (политик от БКП)
- Григор Стоичков (1984), (политик от БКП)
- Стоян Караджов – политик от БКП, Председател на Централната контролно-ревизионна комисия на ЦК на БКП 1981 – 1986 г.
- Петър Танчев – политик от БЗНС, секретар на БЗНС, Първи зам.председател на Държавния съвет на НРБ
- Алекси Иванов (1984), (политик от БЗНС, заместник председател на Министерския съвет на НРБ и министър на земеделието и горите, Секретар на постоянното присъствие на БЗНС)
- Васил Цанов (1984), (политик от БКП)
- Иван Панев (1984), (политик от БКП)
- Радой Попиванов (1984), (политик от БЗНС, учен-биолог, министър на народното здраве и министър на народното здраве и социалните грижи)
- Станка Шопова – Първи секретар на ЦК на ДКМС 1973 – 1986 г., член на Държавния съвет на НРБ 1981 – 1986 г. (1984)
- Патриарх Максим (1985), Български патриарх и митрополит Софийски
- генерал-полковник Владимир Стойчев – български военен деец, член на БКП, участник в Деветосептемврийските събития 1944, командир на Първа българска армия 1944 – 1945 г., Председател на Българския олимпийски комитет 1956 – 1982 г. (1987)
- Богомил Райнов (1989), (писател)
- Крум Василев (политик от БКП)
- Николай Гяуров, (оперен певец) (1989)
- Никола Странджански(, (преводач)
- Христина Стоева, (историк и публицист)
- Вера Мутафчиева, (писател и историк)
- Стамо Керезов – деец на БКП, член на Централната контролноревизионна комисия на ЦК на БКП 1968 – 1989 г. (1989)
- Вили Щоф, политик от ГДР, министър-председател на ГДР 1976 – 1989 г.(1989)
- Николае Чаушеску, политик от Социалистическа република Румъния, Генерален секретар на Румънската комунистическа партия 1965 – 1989 и Президент на СР Румъния 1974 – 1989 г. (1988)
- Густав Хусак – Генерален секретар на ЦК на Чехословашката комунистическа партия (1969 – 1987) и Президент на Чехословашката социалистическа република (1975 – 1989) (1988)
- Ясер Арафат – Председател на Организацията за освобождение на Палестина (1969 – 2004), Президент на Палестина (1988 – 2004) (1989)
- Святослав Рьорих – руски художник, духовен деец, духовен учител (1989)
- Шигейоши Мацумае – японски професор, учен в Токийския университет, със заслуги към НРБ (1989)